# Jenny Axisa Eriksen
Jenny Axisa Eriksen (* 4. April 2005) ist eine norwegisch-maltesische Skilangläuferin.

## Biographie
Eriksen wurde als Tochter eines Norwegers und einer Malteserin geboren, wodurch sie beide Staatsbürgerschaften besitzt. Ihr internationales Renndebüt feierte sie für Norwegen am 28. Januar 2022 in Åsen bei einem Juniorenrennen. Mit Beginn der Saison 2024/25 wechselte sie zum maltesischen Verband.
Für diesen nahm sie an den Nordischen Skiweltmeisterschaften 2025 in Trondheim teil. Sie bildete gemeinsam mit Frederick Arthur Crosetto die erste Mannschaft Maltas, die an nordischen Skiweltmeisterschaften teilnahm.
Eriksen belegte über 10 km klassisch den 81. Platz, im Sprint klassierte sie sich auf Rang 94. Aufgrund dieser Leistungen konnte sie sich für die Olympischen Winterspiele 2026 qualifizieren.

## Erfolge

### Weltmeisterschaften
- Trondheim 2025: 81. 10 km klassisch, 94. Sprint Freistil